# بهرام‌آباد (گرمی)
بهرام‌آباد یک منطقهٔ مسکونی در ایران است که در دهستان اجارود شمالی واقع شده‌است. براساس سرشماری مرکز آمار ایران در سال ۱۳۹۵، این روستا کمتر از سه خانوار جمعیت داشته‌است.